# Pre-Vuelta Independencia
La Pre-Vuelta Independencia est une course cycliste par étapes disputée en République dominicaine. Elle regroupe des équipes amateurs et elle ne doit pas être confondue avec la Vuelta a la Independencia Nacional, qui est elle inscrite au calendrier UCI America Tour en catégorie 2.2.

## Palmarès
| Année | Vainqueur                 | Deuxième                  | Troisième           |
| ----- | ------------------------- | ------------------------- | ------------------- |
| 2006  | Rafael Merán              | Starlin Quintero          | Julio Cesar Peralta |
| 2007  | Branley Nunez             | Juan Feliz Salvador       | Rafael Merán        |
| 2008  | Wendy Cruz                | Elvis Rodríguez           | Jorge Cordero       |
| 2009  | Stalin Quiterio           | Augusto Sánchez Beriguete | José Rodríguez      |
| 2010  | Deivy Capellan Almonte    | José Rodríguez            | Norlandy Tavera     |
| 2011  | Augusto Sánchez Beriguete | Ismael Sánchez            | Adderlyn Cruz       |
| 2012  | Augusto Sánchez Beriguete | Ramón Merán               | Elvis Rodríguez     |
| 2013  | Augusto Sánchez Beriguete | Ismael Sánchez            | Adderlyn Cruz       |
| 2014  | Ismael Sánchez            | Adderlyn Cruz             | Rafael Merán        |
| 2015  |                           |                           |                     |